# World Rugby Sevens Series femminili 2017-2018
Le World Rugby Sevens Series femminili 2017-2018 sono la sesta edizione del circuito globale per squadre nazionali di rugby a 7 femminile , organizzato dalla World Rugby.

## Formato
La competizione è una serie di cinque tornei dove le squadre partecipanti ottengono un punteggio secondo i piazzamenti nei singoli tornei al fine di determinare la classifica finale che assegnerà il vincitore.
In ogni torneo partecipano 12 squadre, alle 11 core teams, ovvero le squadre che hanno acquisito il diritto a partecipare a tutti i tornei della serie, si ne aggiunge una a invito rappresentate il continente dove si svolge il torneo.
Al torneo di Hong Kong si disputa inoltre un torneo separato di qualificazione con 12 squadre, la cui vincitrice parteciperà all'edizione successiva delle World Series.

### Singolo torneo
Nella prima fase le squadre sono divise in gironi da quattro formazioni, che disputano un girone all'italiana. Sono attribuiti 3 punti per la vittoria, 2 per il pareggio, uno per la sconfitta, 0 se si dà forfait.  
Nella seconda fase ad eliminazione diretta, le prime due di ogni girone, più le migliori due terze, competono per la Cup e per l'assegnazione delle medaglie. 
Le restanti squadre accedono invece alla Challenge trophy per determinare la loro posizione finale.
Ogni squadra al termine del torneo riceve dei punti secondo il piazzamento :
- Vincitore della Cup (1º posto): 20 punti
- Medaglia d'argento: 18 p
- Medaglia di bronzo: 16 p
- 4º posto: 14 p
- 5º posto: 12 p
- 6º posto: 10 p
- 7º posto: 8 p
- 8º posto: 6 p
- Vincitore del Challenge trophy (9º posto): 4 p
- 10º posto: 3 p
- 11º posto: 2 p
- 12º posto: 1 p

## Squadre partecipanti
Le 11 core teams sono le seguenti:
| Australia   | Canada   | Figi        | Francia       |
| Inghilterra | Giappone | Irlanda     | Nuova Zelanda |
| Russia      | Spagna   | Stati Uniti |               |

## Tornei
| Tornei 2017–2018 | Tornei 2017–2018                           | Tornei 2017–2018              | Tornei 2017–2018 |
| Torneo           | Località                                   | Date                          | Vincitore        |
| ---------------- | ------------------------------------------ | ----------------------------- | ---------------- |
| Dubai Sevens     | The Sevens Dubai                           | 30 novembre 1º dicembre, 2017 | Australia        |
| Australia Sevens | Allianz Stadium Sydney                     | 26 gennaio 28 gennaio 2018    | Australia        |
| Japan Sevens     | Mikuni World Stadium Kitakyushu Kitakyūshū | 21 aprile 22 aprile, 2018     | Nuova Zelanda    |
| Canada Sevens    | Westhills Stadium Langford                 | 12 maggio 13 maggio, 2018     | Nuova Zelanda    |
| Paris Sevens     | Stadio Jean-Bouin Parigi                   | 8 giugno 10 giugno 2018       | Nuova Zelanda    |

## Classifica generale
| Pos. | Squadra            | Dubai | Australia | Giappone | Canada | Francia | TOTALE |
| ---- | ------------------ | ----- | --------- | -------- | ------ | ------- | ------ |
| 1    | Australia          | 20    | 20        | 16       | 18     | 18      | 92     |
| 2    | Nuova Zelanda      | 12    | 18        | 20       | 20     | 20      | 90     |
| 3    | Francia            | 10    | 12        | 18       | 14     | 14      | 68     |
| 4    | Canada             | 14    | 16        | 2        | 12     | 16      | 60     |
| 5    | Stati Uniti        | 18    | 6         | 4        | 16     | 12      | 56     |
| 6    | Russia             | 16    | 14        | 12       | 1      | 3       | 46     |
| 7    | Spagna             | 8     | 10        | 14       | 3      | 8       | 43     |
| 8    | Inghilterra        | 6     | 4         | 8        | 8      | 6       | 32     |
| 9    | Figi               | 2     | 3         | 10       | 6      | 10      | 31     |
| 10   | Irlanda            | 4     | 8         | 3        | 10     | 4       | 29     |
| 11   | Giappone           | 1     | 2         | 1        | 4      | 2       | 10     |
| 12   | Cina               | -     | -         | 6        | -      | -       | 6      |
| 13   | Sudafrica          | 3     | -         | -        | -      | -       | 3      |
| 14   | Brasile            | -     | -         | -        | 2      | -       | 2      |
| 15   | Papua Nuova Guinea | -     | 1         | -        | -      | -       | 1      |
| 15   | Galles             | -     | -         | -        | -      | 1       | 1      |

| Legenda          |
| ---------------- |
| Vincitrice       |
| Retrocessa       |
| Squadre invitate |

## Risultati Tornei

### Dubai Sevens
| Trofeo           | Finaliste                  | Semifinaliste            |
| ---------------- | -------------------------- | ------------------------ |
| Cup              | Australia 34-0 Stati Uniti | Russia 10-5 Canada       |
| 5º posto         | Nuova Zelanda 24-0 Francia | Spagna 21-14 Inghilterra |
| Challenge Trophy | Irlanda 24-7 Sudafrica     | Figi 17-15 Giappone      |

### Australia Sevens
| Trofeo           | Finaliste                    | Semifinaliste                    |
| ---------------- | ---------------------------- | -------------------------------- |
| Cup              | Australia 31-0 Nuova Zelanda | Canada 40-12 Russia              |
| 5º posto         | Francia 19-5 Spagna          | Irlanda 19-10 Stati Uniti        |
| Challenge Trophy | Inghilterra 29-10 Figi       | Giappone 41-5 Papua Nuova Guinea |

### Japan Sevens
| Trofeo           | Finaliste                   | Semifinaliste         |
| ---------------- | --------------------------- | --------------------- |
| Cup              | Nuova Zelanda 24-12 Francia | Australia 19-5 Spagna |
| 5º posto         | Russia 30-7 Figi            | Inghilterra 36-5 Cina |
| Challenge Trophy | Stati Uniti 24-19 Irlanda   | Canada 33-14 Giappone |

### Canada Sevens
| Trofeo           | Finaliste                    | Semifinaliste            |
| ---------------- | ---------------------------- | ------------------------ |
| Cup              | Nuova Zelanda 46-0 Australia | Stati Uniti 21-5 Francia |
| 5º posto         | Canada 29-12 Irlanda         | Inghilterra 29-24 Figi   |
| Challenge Trophy | Giappone 26-21 Spagna        | Brasile 24-19 dts Russia |

### Paris Sevens
| Trofeo           | Finaliste                    | Semifinaliste           |
| ---------------- | ---------------------------- | ----------------------- |
| Cup              | Nuova Zelanda 33-7 Australia | Canada 17-10 Francia    |
| 5º posto         | Stati Uniti 28-7 Figi        | Spagna 20-7 Inghilterra |
| Challenge Trophy | Irlanda 10-5 Russia          | Giappone 17-12 Galles   |